# Johannes Crellius
Johannes Crellius (Helmitsheim, 26 de julho de 1590 — Raków, 11 de junho de 1633) foi um filósofo e teólogo polaco de etnia alemã, reitor do Colégio da Academia de Raków, na Polônia, de 1616 a 1621. Foi um dos mais renomados eruditos dentre os socinianos. Estudou Latim e Hebraico, e deu aulas de Grego no Colégio de Raków. Também é referido por Jan Crell, Hans Crell,  Johannes Crell, Crellius ou Iunius Brutus Polonus.

## Biografia
Johann Crell Sr, pai de Johannes Crellius, exerceu durante 20 anos o ofício de pastor luterano da igreja na sua cidade natal, Helmitsheim, que hoje faz parte de Iphofen, distrito de Kitzingen, na Francônia, norte da Baviera. Sua mãe se chamava Anne Grineward. Em 15 de Junho de 1600, aos 10 anos, se matricula numa escola pública de Nuremberg. Ali passou três anos muito proveitosos, onde conseguiu ganhar a aprovação de seus professores, dentre eles John Klingius, com quem tinha parentesco e que se tornou seu protetor. Mais tarde, estudou dois anos em Stolberg am Hartz, uma cidade da Prússia Saxônica, e depois de morar um curto período em Marienburg, retornou, em 27 de Agosto de 1606, trazendo na bagagem testemunhos satisfatórios de sua proficiência e bom comportamento. 
Tinha agora 16 anos, e seu parente e patrono, John Klingius, achando-o capacitado para estudos mais avançados, o enviou para a Universidade de Altdorf, que naquela época oferecia muitas vantagens pecuniárias, levando-se em conta o número e o renome de seus professores. Aqui, sua mente bem dotada mergulhou no vasto campo da literatura e da ciência. Sua primeira atenção foi voltada ao conhecimento do Grego e do Hebraico, além de aperfeiçoar-se em Latim. Depois, estudou Filosofia e as Escrituras Sagradas.
Crellius se mudou para a Polônia quando ele tinha 22 anos. Partiu de Nuremberg, no dia 1 de Novembro de 1612, viajando a pé, sofrendo as inclemências do tempo, e sem a companhia de nenhum amigo, para amenizar a solidão da viagem, até que chegou a Cracóvia, onde foi bem recebido pelo exilado italiano Giovanni Battista Cettis, a quem entregou uma carta de recomendação do jurista Johann Georg Leuchsner (1578-1606), amigo residente em Nuremberg. No dia 13 de Dezembro do mesmo ano ele chegou a Raków, onde fixou residência, e rapidamente ficou conhecido como um dos principais teólogos do Socinianismo, também conhecido como Fraternidade Polonesa. Desde 1613, trabalhou na Academia Racoviana, onde foi reitor de 1616 a 1621, em substituição a Paul Krokier. Em 1630, colaborou com Joachim Stegmann, o Velho (1595-1633) na produção de uma versão alemã do Novo Testamento racoviano.
Em 1621, Crellius renunciou à Reitoria do Colégio, e retomou seu ofício ministerial, porém, uma doença infecciosa assolou a cidade, matando grande parte dos habitantes de Raków. Ele se retirou da cidade junto com muitos outros, e durante sua ausência temporária, preparou sua mais famosa obra sobre a Ética Cristã, e iniciou suas Explicações sobre as Passagens mais difíceis da Escritura.
Várias obras de Crellius foram impressas por Rodecki and Sternack na tipografia da Academia Racoviana entre 1602 e 1638. Muitas de suas obras também apareceram nos volumes 3 e 5 da "Bibliotheca Fratrum Polonorum quos Unitarios vocant" de Frans Kuyper (1629-1691), em 1668, em Amsterdam. Crell também aparece na bibliografia e coleção biográfica da Biblioteca antitrinitariana de Christopher Sand, em 1684. Estas obras exerceram forte influência sobre Voltaire, John Locke e outros pensadores do Iluminismo. Como as obras de Crell nunca foram traduzidas para o inglês, o conhecimento de seu pensamento foi passado pela geração mais recente de unitarianos ingleses. Todavia, Thomas Belsham (1750-1829) foi um autor unitariano que teve acesso aos escritos de Crell em Latim, e por várias vezes Belsham cita Crell em suas traduções das Epístolas do Apóstolo Paulo, com notas e explicações (1822).
Foi casado com Rosina, filha de Simon Pistorius, ministro da Igreja em Czarcow, com quem teve três filhos e três filhas. Seu filho Christopher Crellius (1622-1680), e seu neto, Samuel Crellius (1660–1747), além de outros membros da família Crell foram todos defensores do socinianismo.
Johannes Crellius também ajudou a traduzir os livros do Novo Testamento para o alemão e ter escrito versos de cortesia em latim para seus amigos: Johann Georg Fabricius (1593-1668), Frauenburger, Hanlein, o que demonstra que seus dotes como poeta latino eram consideráveis.

## Obras
- Ethica Aristotelica, Ad Sacrarum Literarum normam emendata, (1681)
- Ad librum Hugonis Grotii quem de satisfactione Christi... (1623) ;
- De Deo et eius attributis... (Sobre Deus e seus atributos, 1630) ;
- De uno Deo Patre libri duo (1631) ;
- C. Vindiciae pro religionis libertate, (Sobre a liberdade de consciência, 1637), traduzido para o francês por Jacques-André Naigeon sob o título: De la tolérance dans la religion ou de la liberté de consience (Sobre a tolerância religiosa ou da liberdade de consciência.).
- Comentário sobre a Epístola aos Romanos, 1636
- Comentário sobre a Epístola aos Coríntios, 1635
- Comentário sobre a Epístola aos Gálatas, 1628
- Comentário sobre a Epístola aos Eféseos
- Comentário sobre a Epístola aos Filipenses
- Comentário sobre a Epístola aos Colossenses
- Comentário sobre as Epístolas I e II aos Tessalonissenses, 1636
- Opinião sobre as causas da morte de Jesus Cristo, 3 vols., 1618, 1635, 1637
- Comentário sobre as Epístolas I e I I a Timóteo
- Comentário sobre as Epístolas I e II de Pedro
- D. N. Jesu Christi Novum Testamentum dilucida et succincta explicatione illustratum partim (Comentário sobre o Novo Testamento)
- Risposta al Beneficio di Cristo di Grozio, 1623
- Elementos da Ética, 1635
- Ética cristã
- Tratado sobre o Espírito Santo, 1610
- Apologia da liberdade religiosa, 1619
- Problemas com soluções
- Tratado sobre a piedade, 1613, uma tradução para o holandês foi publicada em 1673, e uma segunda edição em 1678
- Discurso sobre a felicidade